# 1940 في جمهورية أيرلندا
فيما يلي قوائم الأحداث التي وقعت خلال عام 1940 في جمهورية أيرلندا.

## سياسة

### انتهاء فترة المنصب
- 18 يونيو – إيمون دي فاليرا وزير التربية والمهارات [الإنجليزية]‏.

## مواليد

### أكتوبر
- 19 أكتوبر – مايكل جامبون ممثل أيرلندي.

### نوفمبر
- 8 نوفمبر – مايكل سميث سياسي أيرلندي.
- 17 نوفمبر – لوك كيلي مغني أيرلندي.

## وفيات

### يوليو
- 30 يوليو – باتريك بوين (مواليد 1882)